# Thomas Coomans de Brachène
Thomas Coomans of Thomas Coomans de Brachène (Etterbeek, 20 juli 1962) is een Belgisch architectuurhistoricus en gewoon hoogleraar aan de KU Leuven.

## Levensloop
Coomans studeerde aan de Université de Namur en aan de Université Catholique de Louvain. Hij behaalde de diploma's van kandidaat geschiedenis, kandidaat en licentiaat in de archeologie en kunstgeschiedenis, en doctor in de archeologie en kunstgeschiedenis (1997). In 1992 was hij laureaat van de Belgische Stichting Roeping.
Hij was eerst onderzoeker en assistent aan de UCL en achtereenvolgens postdoc aan de Universiteit van Leiden (Onderzoeksschool Mediëvistiek) (1998-2000), het KADOC, KU Leuven (2001-2005), het Vlaams Instituut voor het Onroerend Erfgoed (2006-2008) en senior research fellow aan het Netherlands Institute for Advanced Study (2010). Hij is docent geweest voor de vakgebieden architectuurgeschiedenis en monumentenzorg aan de Vrije Universiteit Brussel (2005-2010), en doceerde het vak geschiedenis van de stedenbouw aan het Institut Supérieur d’Urbanisme et de Rénovation Urbaine (2008-2012). Van 2012 tot 2015 was hij deeltijds gastprofessor aan The Chinese University of Hong Kong, School of Architecture. Hij is ook verbonden, als senior onderzoeker, aan de Chaire de recherche du Canada en patrimoine urbain (Université du Québec à Montréal).
Als hoofddocent (2010), hoogleraar (2015), gewoon hoogleraar (2019) binnen de faculteit ingenieurswetenschappen behoort hij tot het academisch personeel van de KU Leuven, Departement Architectuur, waar hij deel uitmaakt van de onderzoeksafdeling Geschiedenis, Theorie en Kritiek van de Architectuur. Aan de KU Leuven is hij ook programmadirecteur van het internationale Master in Conservation of Monuments and Sites (Raymond Lemaire International Center for Conservation). Sinds 2014 ontwikkelt hij onderzoek in samenwerking met de Universiteit van Peking, School of Archaeology and Museology, waar hij in 2016 en 2017 gastprof was.
Zijn onderzoeksdomeinen en internationale publicaties betreffen hoofdzakelijk religieuze architectuur:
- problemen van monumentenzorg en van herbestemming van kerken;
- architecturale transfers tussen Europa en China; kerken in China, ca. 1840-1940.[5]
- bouwhistorie;
- middeleeuwse religieuze architectuur in de Lage Landen – in het bijzonder die van de cisterciënzers, bedelorden en begijnhoven;
- historiografie en receptie van de middeleeuwen in de 19de en 20ste eeuw;

Hij is stichter en 'general editor" van de reeks Architectura Medii Aevi bij Brepols Publishers (14 boeken verschenen) en redactielid van wetenschappelijke internationale tijdschriften:
- Belgisch Tijdschrift voor Oudheidkunde en Kunstweetenschappen / Revue Belge d'Archéologie et d'Histoire de l'Art (Brussel)
- Bulletin monumental (Société française d'Archéologie, Parijs)
- Built Heritage (Tongji University, Shanghai)
- Cîteaux commentarii cistercienses. A Journal of Historical Studies

## Andere activiteiten
Thomas Coomans is of was onder meer lid van:
- Koninklijke Vlaamse Academie van België voor Wetenschappen en Kunsten, Klasse Kunsten (sinds 2011)
- Koninklijke Academie voor Oudheidkunde van België (sinds 2001)
- ICOMOS internationaal, en ICOMOS Vlaanderen-Brussel (sinds 2003)
- Future for Religious Heritage, The European network for historic places of worship (raad van bestuur, 2011-2019)
- KADOC, Documentatie- en Onderzoekscentrum voor Religie, Cultuur en Samenleving (wetenschappelijke commissie, 2007-2022)
- Europäische Romanik Zentrum
- Koninklijke Commissie voor Monumenten en Landschappen, Brussels Hoofdstedelijk Gewest (2004-2015)

## Publicaties[7]
Onder boekvorm onder meer:
- 2025: J. Van Mulder, Th. Coomans & D. Vanysacker (red.), Cross Cultural Heritage. Critical Approaches to Missionary Legacy (Leuven Studies in Mission and Modernity 4), Leuven: Leuven University Press, 2025, 292 p., ISBN 9789462704435
- 2024: Th. Coomans (red.), Missionary Spaces. Imagining, Building, Contesting Christianities in Africa and China, 1830s-1960s (KADOC Artes 17), Leuven: Leuven University Press, xxxi + 260 p., ISBN 9789462701441
- 2023: 高曼士 [Th. Coomans], 佘山教堂寻踪: 朝圣建筑和历史图景 [Sheshan kerk in Shanghai: Bedevaart architectuur en landschap] (reeks: 开放的上海城市建筑史丛书 / Open Shanghai Urban Architecture History Series, 3), Shanghai: Tongji University Press, 303 p., ISBN 9787576508161
- 2021: Romain Wibaut, Th. Coomans & Ine Wouters, Un patrimoine insoupçonné. Charpentes en bois, métal et béton armé dans les églises de la Région de Bruxelles-Capitale, 1830-1940 (urban.research, 1), Brussel: urban.brussels, 250 p., ISBN 9782875841957 - Open Access
- 2019: Th. Coomans, Bieke Cattoor & Krista De Jonge (red.), Mapping Landscapes in Transformation. Multidisciplinary Methods for Historical Analysis, Leuven University Press, 373 p., ISBN 978-9461662835 en ISBN 978-9462701731[8]
- 2019: 徐怡涛 [Xu Yitao], 高曼士 [Th. Coomans] & Zhang Jianwei 张剑葳 (red.), 建筑考古学的体与用/ Essence and Applications of Building Archaeology in China and Europe, 北京大学中国考古学研究中心稽古系列丛书 [Peking University Ancient Chinese Archaeology Research Centre Series, 4, Building Archaeology Collected Papers, 1], Beijing: 中国建筑工业出版社 China Architecture and Building Press, 2019, 218 p., ISBN 978-7-112-23157-7.
- 2018: Th. Coomans, Life inside the Cloister. Understanding Monastic Architecture: Tradition, Reformation, Adaptive Reuse, Leuven University Press, 176 p., ISBN 978-94-6270-143-4
- 2016: 高曼士 [Th. Coomans] & 徐怡涛 [Xu Yitao], 舶来与本土——1926年法国传教士所撰中国北方教堂营造之研究 / Building Churches in Northern China. A 1926 Handbook in Context, Beijing: 知识产权出版社 [Intellectual Property Rights Publishing House], 449 p., ISBN 978-7-5130-4144-7.
- 2015: Luc Noppen, Th. Coomans & Martin Drouin (red.), Des couvents en héritage / Religious Houses: A Legacy (Patrimoine urbain, 15), Québec: Presses de l’Université du Québec, 501 p., ISBN 978-2-7605-4354-6.
- 2014: Jean-Sébastien Sauvé & Th. Coomans (red.), Le devenir des églises. Patrimonialisation ou disparition (collection Nouveaux patrimoines, 5), Montréal: Presses de l’Université du Québec, 225 p., ISBN 9-782760-541764.
- 2012: Th. Coomans, Herman De Dijn, Jan De Maeyer, Rajesh Heynickx & Bart Verschaffel (red.), Loci Sacri. Understanding sacred places, Leuven University Press, 280 p., ISBN 978-90-5867-842-3.
- 2008: Th. Coomans & Harry Van Royen (red.), Medieval Brick Architecture in Flanders and Northern Europe: The Question of the Cistercian Origin (Novi Monasterii, 7), Koksijde: Ten Duinen, 329 p., ISBN 978 90 382 1293 7.
- 2008: Th. Coomans & Anna Bergmans (red.), In Zuiverheid leven. Het Sint-Agnesbegijnhof van Sint-Truiden, Brussel: VIOE, 479 p., ISBN 978-90-7523-000-0.
- 2007: Th. Coomans & Jan De Maeyer (red.), The Revival of Mediaeval Illuminating in the Nineteenth Century / Le renouveau de la miniature médiévale au XIXe siècle, Leuven University Press, 336 p., ISBN 978-90-5867-591-0.
- 2006: Lucie K. Morisset, Luc Noppen & Th. Coomans (red.), Quel avenir pour quelles églises? / What Future for which Churches?, Presses de l'Université du Québec, 608 p., ISBN 2-7605-1431-5.
- 2000: Th. Coomans, L’abbaye de Villers-en-Brabant. Construction, configuration et signification d'une abbaye cistercienne gothique, Éditions Racine & Cîteaux, 624 p., ISBN 2-87386-200-9.
- 1997: Marian Buyle, Th. Coomans, Jan Esther & Luc Fr. Genicot, Gotische architectuur in België, Tielt: Lannoo, 240 p., ISBN 90 209 3162 8.

Kunstboeken met eigen foto's:
- 2024: Th. Coomans, Cosmic Onions in a Noble Landscape, Leuven: Peeters, ISBN 978-94-927-7180-3
- 2020: Th. Coomans, Corona Castle. A Sleeping Beauty, Leuven: KU Leuven, Departement Architectuur, ISBN 978-90-8282-597-8
- 2011: Th. Coomans, Stimulerende ambiguïteit. Ogen-blikken op de Ziel van Holland / Stimulating Ambiguity. View-Points on the Soul of Holland, Groningen: Philip Elchers, ISBN 978-90-5048-109-0